# Circuit Cellar
Circuit Cellar ist eine monatlich erscheinende US-amerikanische Fachzeitschrift für Mikrocontroller-Anwendungen und Embedded Systems mit Sitz in Vernon im US-Bundesstaat Connecticut. Circuit Cellar richtet sich an professionelle Elektroniker und Entwickler.
Circuit Cellar wurde 1988 von dem in Fachkreisen bekannten US-Ingenieur Steve Ciarcia gegründet.
Seit Dezember 2009 gehört Circuit Cellar zur international tätigen niederländischen Mediengruppe Elektor International Media, die ihren Sitz im süd-limburgischen Limbricht hat. Deren in Aachen ansässiges Tochterunternehmen Elektor-Verlag GmbH ist Herausgeber der deutschsprachigen Elektronik-Fachzeitschrift Elektor.